# Cryptantha congesta
Cryptantha congesta là loài thực vật có hoa trong họ Mồ hôi. Loài này được (Poepp.) Greene mô tả khoa học đầu tiên năm 1887.